# Риммер, Джон
Джон Томас Риммер (англ. John Thomas Rimmer; 27 апреля 1878, Ормскёрк — 6 июня 1962, Ливерпуль) — британский легкоатлет, двукратный чемпион летних Олимпийских игр 1900.
На Играх Риммер участвовал в трёх дисциплинах. Сначала 15 июля он соревновался в беге на 1500 м, и занял в нём место между 7-й и 9-й позициями. 16 июля он участвовал в забеге на 4000 м с препятствиями, в котором занял первое место. 22 июля он принял участие в командной гонке на 5000 м, в которой Риммер занял второе место. В итоге его команда стала первой, и он получил ещё одну золотую медаль.